# Küchengarten (Linden)

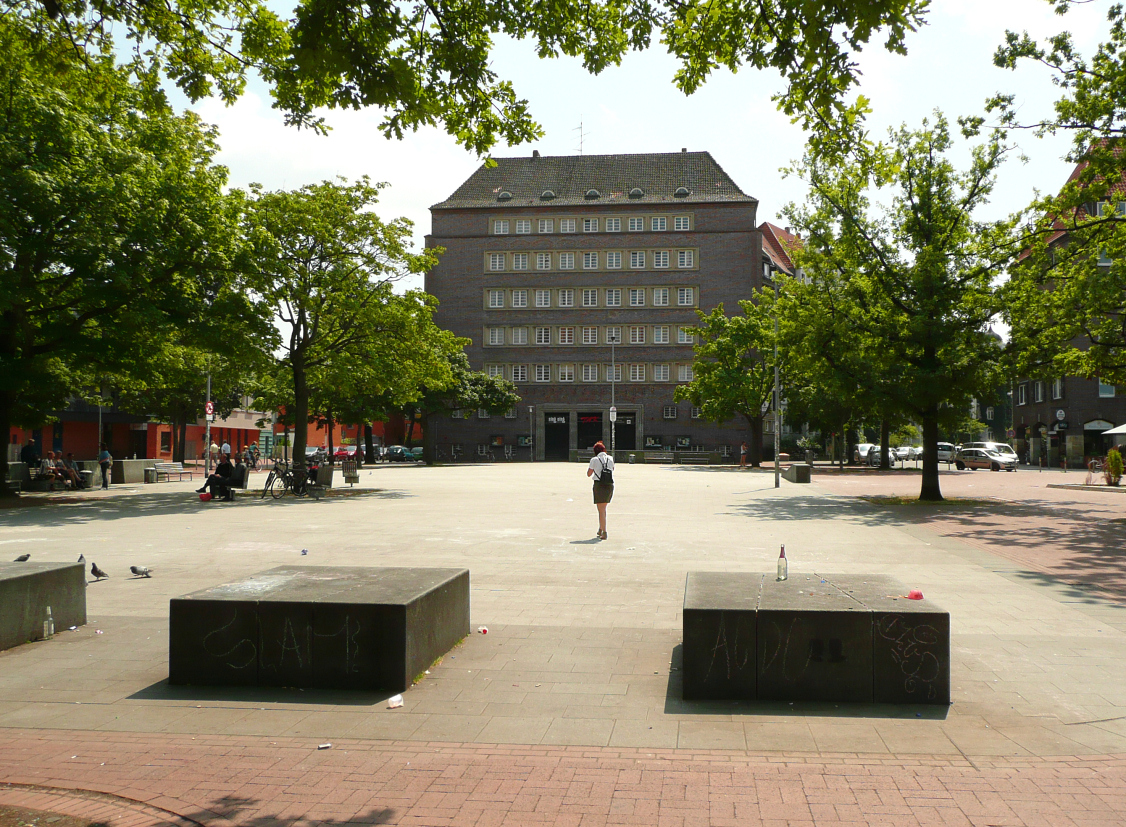
Der Platz Am Küchengarten mit dem ehemaligen städtischen Badehaus von 1927, darin heute das Theater am Küchengarten (TAK)

Der Küchengarten ist ein Platz in Hannover in Niedersachsen. Das Gelände des Platzes war früher ein Küchengarten (Obst- und Gemüsegarten), der in der Mitte des 17. Jahrhunderts vom Adelsgeschlecht der Welfen im Dorf Linden angelegt wurde. Ab 1814 wurde der Garten von den hannoverschen Königen genutzt. Die Gartenanlage war etwa acht Hektar groß, lag im heutigen Stadtteil Linden-Mitte zwischen der Fösse-, Dieckborn- und Davenstedter Straße und ist seit ihrer Auflösung ab 1866 überbaut worden. An baulichen Resten haben sich das steinerne Eingangsportal und der barocke Belvedere des Küchengartenpavillons erhalten, die auf den Lindener Berg versetzt wurden. Im nördlichen Bereich des früheren Küchengartens erinnert heute der Platz Am Küchengarten an die einstige Gartenanlage.

## Geschichte

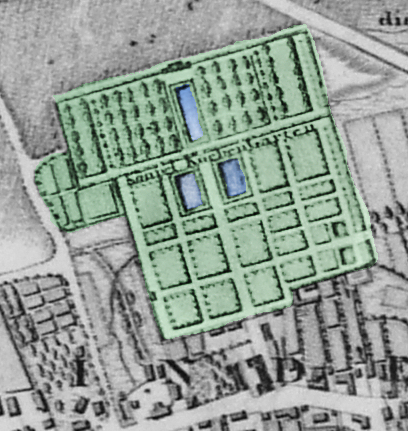
Lageplan des Küchengartens, 1805

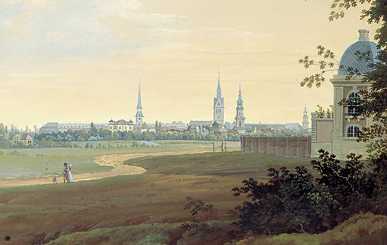
Hannover um 1825, rechts der Küchengartenpavillon und die Backsteinmauer des Küchengartens (Gemälde von Justus Elias Kasten)

1645 zur Regentschaftszeit von Herzog Christian Ludwig erwarb das Herzogshaus ein 30 Morgen großes Landstück im Dorf Linden für die Hofhaltung der seit 1637 bestehende Residenz der welfischen Herrscher des Fürstentums Calenberg im hannoverschen Leineschloss. Entscheidend für die Ortswahl war eine Quelle, die Dieckborn genannt wurde und in den 1830er Jahren trocken fiel. 1652 legte Herzog Georg Wilhelm auf dem Areal einen Küchengarten an, der durch Obstbäume und Gewächshäuser den herzoglichen Haushalt mit Obst und Gemüse versorgte. Zur Versorgung mit Fisch wurden Teiche angelegt. Im Jahre 1679 gab es einen Forellen-, einen Karpfen- und einen Hechtteich.
Um 1740 kam es zu einer Umgestaltung, Erweiterung und Einfassung des Küchengartens mit einer Backsteinmauer. Im Bereich der heutigen Gartenallee wurde ein Eingangsportal errichtet. Die Gartenanlage diente nicht mehr nur als reiner Nutzgarten, sondern sie wurde gleichzeitig zum Ziergarten. Der Garten bekam einen axialen Charakter und schmückenden Elementen, wie Laubengängen und Holzlauben, die zum Flanieren und zum Aufenthalt des Adels einluden.
Im Zuge der Umgestaltung wurde zwischen 1740 und 1750 an der Nordseite des Gartens von Johann Paul Heumann der Küchengartenpavillon als Belvedere erbaut, auf den die Hauptachse des Gartens ausgerichtet war. Er entstand im Stil des Barock als zweigeschossiger, überkuppelter Bau aus gehauenem Sandstein mit zwei niedrigen Seitenbauten und darüber liegenden Dachterrassen.
Ein weiterer Küchengarten war der von Herzog Johann Friedrich 1666 angelegte Berggarten in Herrenhausen. Ab 1790 übernahm der Küchengarten in Linden vollständig diese Aufgabe, so dass der Berggarten seither ein botanischer Garten ist. Zu dieser Zeit hatte der Küchengarten eine fast quadratische Form und war rasterartig in einzelne Felder mit Wasserbecken im zentralen Bereich unterteilt. In den 1820er Jahren wirkte Franz Christian Schaumburg als Gartenmeister im Küchengarten.
Nach der Annexion des Königreichs Hannover 1866 durch Preußen wurde der Küchengarten aufgelöst, da das Königshaus nicht mehr existierte.

### Party-Treff
Etwa seit den 2010er Jahren ist der Küchengartenplatz, ähnlich wie die nahe gelegene Limmerstraße, bei jungen Leuten beliebt und wird für abendliche und nächtliche Partys genutzt. Diese Partys mit zum Teil hunderten Menschen eskalierten 2021 häufiger und führten zu Randale und Gewalttaten, wie Messerstechereien. Es kam zu einer erhöhten Kontrolle des Partygeschehens durch die Polizei. Höhepunkt der Gewalt war der Versuch eines Jugendlichen, mittels einer Stichflamme aus einer Haarspraydose eine junge Frau anzuzünden. Zudem fühlten sich Anwohner wegen Müll, Musik, Wildpinkeln und Sex in Hauseingängen belästigt.

## Küchengartenpavillon und Eingangsportal

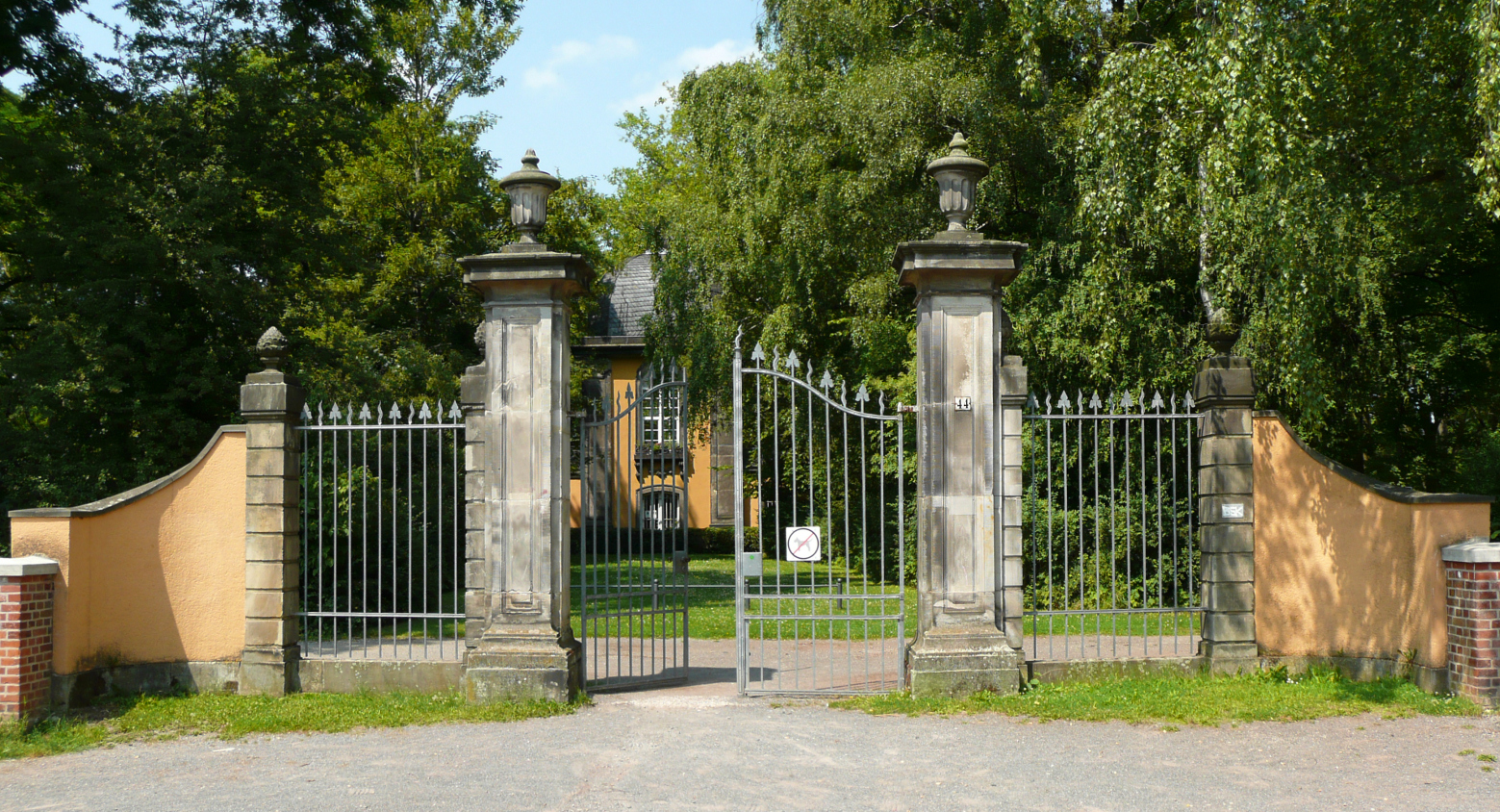
Gartenportal des Küchengartens, dahinter der Küchengartenpavillon, heute auf dem Lindener Berg

Der um 1750 erbaute Küchengartenpavillon

Nach der Auflösung des Küchengartens 1866 geriet der Küchengartenpavillon in die entstehende Wohnbebauung und den 1872 eingerichteten Güterbahnhof Küchengarten. Dort diente er Anfang des 20. Jahrhunderts als Gerätelager und als Witterungsschutz für Bahnarbeiter. Um einem Abriss zuvorzukommen, wurde der Pavillon auf Initiative von Bürgern aus Linden zwischen 1911 und 1913 abgetragen und auf den Lindener Bergfriedhof transloziert. Ab 1925 wurde er als Gedenkstätte für die im Ersten Weltkrieg gefallenen Lindener Bewohner genutzt. In der Nachkriegszeit diente er als Notwohnung, von den 1970er bis in die 1990er Jahre war er ein Künstleratelier und seit einer Restaurierung 2002 nutzt ihn ein Verein als Ausstellungsraum zur Lindener Geschichte.
Das um 1740 entstandene Eingangsportal des Küchengartens, das im Bereich der heutigen Gartenallee stand, wurde 1937 zum Lindener Bergfriedhof transloziert und dient dort als Haupteingang.

## Bahnhof Küchengarten

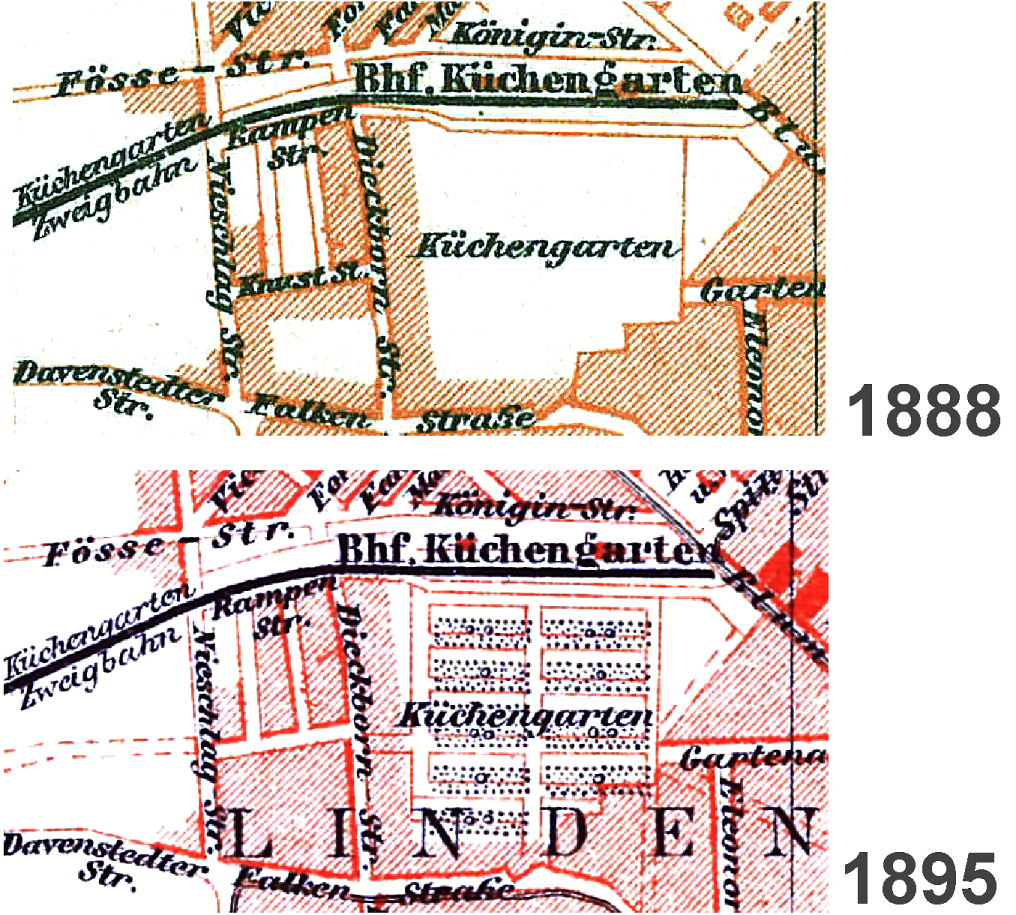
Stadtplan von 1888 und 1895 mit dem Gelände des Küchengartens und dem Bahnhof Küchengarten

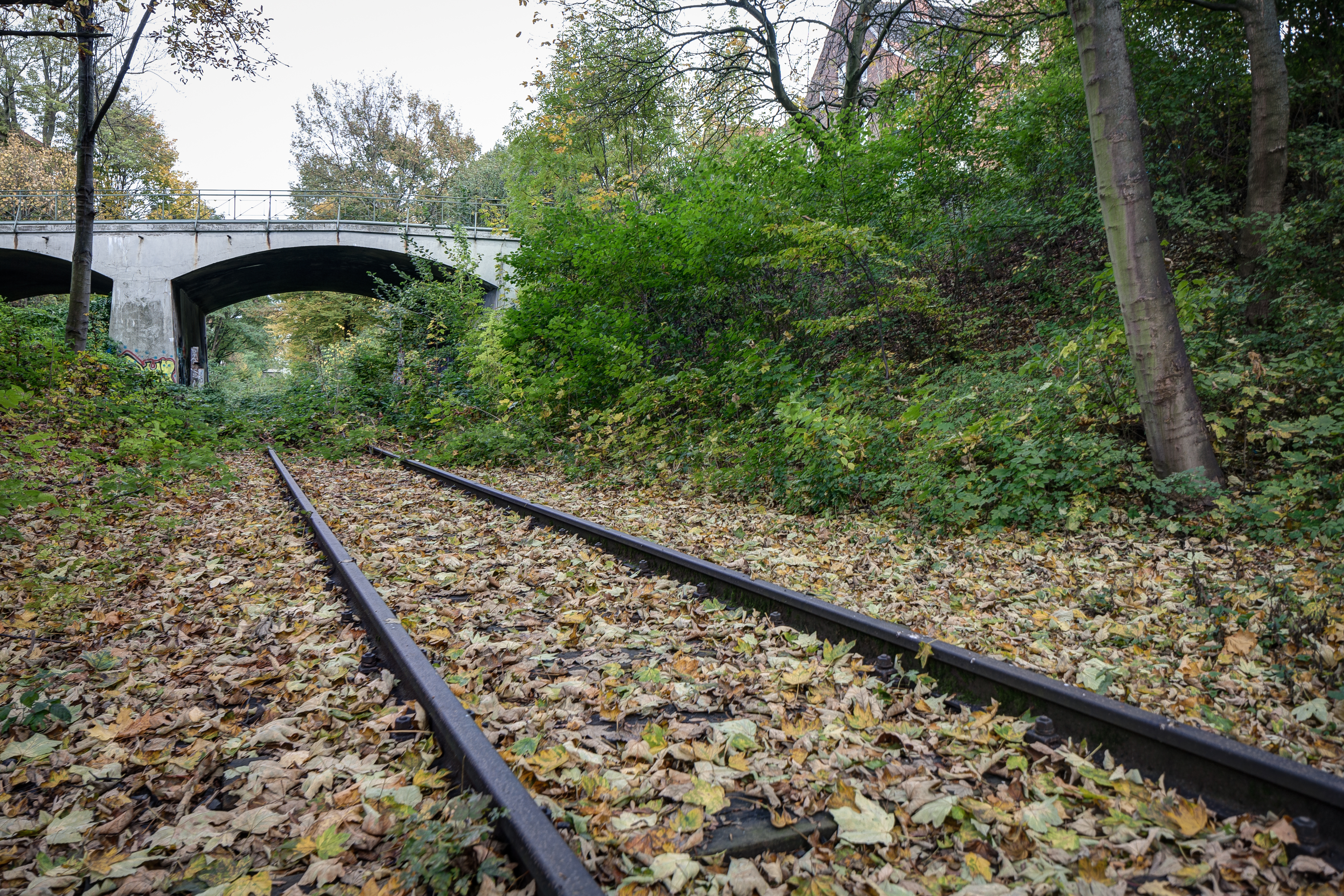
Stillgelegtes Anschlussgleis westlich der Straßenüberführung Nieschlagstraße (2013)

Im nördlichen Bereich der früheren Gartenfläche wurde ab 1872 der Güterbahnhof Küchengarten als Sackbahnhof errichtet, der über eine Zweigstrecke an den Bahnhof Linden der Hannover-Altenbekener Eisenbahn angebunden war. Die Bahn diente vor allem der Versorgung der Lindener Industriebetriebe und der Gasanstalt mit der vom Preussag-Bergwerk Barsinghausen geförderten Steinkohle des Deisters. Das Gebiet um den Bahnhof wurde zum Schwerpunkt industrieller Ansiedlung. Darunter befanden sich Ende des 19. Jahrhunderts zahlreiche kleinere Firmen, von denen einige zu einer gewissen Bedeutung kamen. Dazu zählten die Lindener Samtspinnerei, die Hannoversche Baumwollspinnerei und die Mechanische Weberei, die Lindener Aktien-Brauerei, zwei Gummifabriken und die Deutsche Asphalt sowie eine Korsettfabrik und die Bettfedernfabrik Werner & Ehlers, auf deren Gelände heute das Kulturzentrum FAUST besteht.
1930 wurde die Strecke zum Bahnhof Linden stillgelegt und der Bahnhof Küchengarten über die Lindener Hafenbahn angebunden, die wiederum an die Güterumgehungsbahn anschloss.
Ab 1962 wurde das Heizkraftwerk Linden über den Güterbahnhof mit Steinkohle versorgt. Der Weitertransport der Kohle von der Entladestation zum Kraftwerk erfolgte über ein unterirdisches Förderband. Bis zur vollständigen Umstellung auf Gasfeuerung im Jahr 1990 war das Kraftwerk der letzte Nutzer des Güterbahnhofs. Das Anschlussgleis sowie die Kohle-Entladestation sind stillgelegt, aber noch vorhanden.

## Bebauung
Auf der früheren Gartenfläche entstanden im südlichen Bereich ab Ende des 19. Jahrhunderts Wohnhäuser. Die Bebauung setzte 1889 mit dem Wohnviertel um den Lichtenbergplatz ein und wurde um 1910 nach Norden in Richtung Rampenstraße fortgesetzt. Dort entstand Anfang des 20. Jahrhunderts der begrünte Platz  Am Küchengarten.

### Am Küchengarten
Der heutige Platz Am Küchengarten ist eine platzartige Erweiterung der historischen Fahrstraße des Dorfes Linden nach Limmer. 1912 wurde der Platz eingerichtet und nach dem vormals hier gelegenen Küchengarten benannt. 1927 wurde am Platz ein städtisches Badehaus erbaut, da viele Arbeiterfamilien kein eigenes Bad besaßen. Nach dessen Schließung 1983 zog dort 1987 das Theater am Küchengarten (TAK) ein. In der Nachkriegszeit wurde der Platz zu einem Verkehrskreisel umfunktioniert, über dessen Mitte Straßenbahnen und Eisenbahnzüge fuhren. Anfang der 1970er Jahre stand der Platz wieder Fußgängern zur Verfügung, als gegenüberliegend das Ihme-Zentrum als Einkaufs-, Wohn- und Bürozentrum erbaut wurde. Von dort führte ein Fußgängerübergang auf den Platz, der 2008 abgerissen wurde. Zwischen 2005 und 2010 kam es zu einer Umgestaltung des Platzes und des benachbarten Grünzuges an der Rampenstraße zur Aufwertung des Quartiers.

### Verkehr
Die unmittelbar am nördlichen Platzrand gelegene Haltestelle Am Küchengarten wird von der Stadtbahnlinie 10 der ÜSTRA bedient. Zudem gibt es Haltestellen mehrerer Buslinien.
| Linie | Verlauf | Takt                              |
| ----- | --- | --------------------------------- |
| 10    | Ahlem – Brunnenstraße – Leinaustraße – Am Küchengarten – Glocksee – Goetheplatz – Steintor – Hauptbahnhof/ZOB              | 7/8 min (mo–fr) 10 min (sa–so)    |
| 12    | Ahlem – Brunnenstraße – Leinaustraße – Am Küchengarten – Glocksee – Waterloo – Markthalle/Landtag – Kröpcke – Hauptbahnhof | Nachtsternverkehr: 60 min (fr–sa) |